# À Procura do Sonho
À Procura do Sonho foi um talent show da SIC que deu oportunidade aos concorrentes de mostrarem o que valem na área da moda, como modelo/manequim, sendo o "objectivo" tornarem-se o "Face Model of the Year 2010". Foi inspirado no formato norte-americano America's Next Top Model. Foi transmitido ao domingo à noite pelas 22h15. A primeira edição foi para o ar no dia 1 de Agosto de 2010, uma semana depois de terminar o anterior programa dos domingos à noite da SIC, "Achas Que Sabes Dançar?". Foi apresentado por Vanessa Oliveira e Pedro Guedes.

## Apresentadores
| Apresentadores                  |
| ------------------------------- |
| Vanessa Oliveira & Pedro Guedes |

## Júri
| Presidente do Júri | Elemento do Júri     | Elemento do Júri |
| ------------------ | -------------------- | ---------------- |
| Fátima Lopes       | Susana Marques Pinto | Gonçalo Gaidoso  |

## Top 24
| Participante        | Idade | Localidade        | Eliminação                           |
| ------------------- | ----- | ----------------- | ------------------------------------ |
| Joana Cruz          | 15    | Póvoa do Lanhoso  | VENCEDORES                           |
| Diogo Abreu         | 16    | Gafanha da Nazaré | VENCEDORES                           |
| Diana Vinha         | 18    | Paredes           | Gala Final - Último Desfile          |
| Inês Junqueira      | 17    | Porto             | Gala Final - Último Desfile          |
| Miguel Pereira      | 20    | Viana do Castelo  | Gala Final - Último Desfile          |
| Renato Seabra       | 20    | Cantanhede        | Gala Final - Último Desfile          |
| Joana Costa         | 18    | Seixal            | Gala Final - Desfile Casual          |
| Miguel Neto         | 20    | Porto             | Gala Final - Desfile Casual          |
| Susana Bolas        | 20    | Olhão             | Gala Final - Fato de Banho           |
| Vanessa Oliveira    | 17    | Ovar              | Gala Final - Fato de Banho           |
| Diego Lira          | 21    | Lisboa            | Gala Final - Fato de Banho           |
| João Coelho         | 18    | Porto             | Gala Final - Fato de Banho           |
| Carolina Gouveia    | 16    | Almada            | 5º Ep - Sessão Fotográfica em Grupo  |
| Maria Cardoso       | 15    | Coimbra           | 5º Ep - Sessão Fotográfica em Grupo  |
| Hugo Sousa          | 16    | Porto             | 5º Ep - Sessão Fotográfica em Grupo  |
| Matias Guerreiro    | 20    | Marinhais         | 5º Ep - Sessão Fotográfica em Grupo  |
| Dânia Daire         | 16    | Cacém             | 4º Ep - Sessão Fotográfica           |
| Kátia Costa         | 16    | Torres Vedras     | 4º Ep - Sessão Fotográfica           |
| João Pessoa         | 21    | Lousã             | 4º Ep - Sessão Fotográfica           |
| Adriano Matos       | 19    | Braga             | 4º Ep - Sessão Fotográfica           |
| Jessica Azevedo     | 17    | Vila do Conde     | 3º Ep - Mudança de Visual            |
| Ana Sofia Rodrigues | 16    | Viseu             | 3º Ep - Mudança de Visual            |
| Fábio Rodrigues     | 19    | Vila Real         | 3º Ep - Mudança de Visual            |
| Ibraim Sanó         | 18    | Porto             | 3º Ep - Mudança de Visual (Desistiu) |